# Germanita
La germanita es un mineral del grupo II (sulfuros), según la clasificación de Strunz. Es un sulfuro de cobre, hierro y germanio, elemento éste del que toma su nombre. Hay yacimientos en Namibia, y la antigua Unión Soviética.
Fue descubierto en 1920 por G. Schneider, pero fue descrito por el mineralogista berlinés Pufahl, que lo nombró en 1922.